# Centrum för praktisk kunskap
Centrum för praktisk kunskap, forskningscentrum vid Södertörns högskola som etablerades 2001 för forskning kring vidareutbildning för olika yrkesgrupper. Forskningscentret leds av Eva Schwarz. Övergripande forskningsteman är:
- Arbetslivets kunskapsmässiga och kulturella förändringar.
- Den praktiska kunskapens teori och etik.
- Den praktiska kunskapens historia.
- Artikulering av praktisk kunskap genom konstnärlig gestaltning och eget skrivande.